# George IX van Kartli
George IX (Georgisch: გიორგი IX) (gestorven in 1539) was koning van het Georgisch koninkrijk Kartlië van 1525 tot 1527 (of 1534).
Als de tweede zoon van koning Constantijn II volgde hij zijn oudere broer David X na diens abdicatie in 1525 op. De relatie van de koning met de andere leden van de koninklijke familie was gespannen. Dat kan George gedwongen hebben om de troon over te laten aan zijn neef Luarsab I. De bronnen zijn verwarrend wanneer George IX precies aftrad, sommige bronnen beweren dat hij afstand deed van de troon in 1527, terwijl andere zeggen dat dit plaatsvond rond 1534.